# Retractaciones
Las Retractaciones, o Retractationes en latín, es un libro autobiográfico de san Agustín en el que expuso una relación de sus obras —al menos sus libros— y realizó sobre ellas una especie de examen de conciencia. Su intención inicial era de hacer este trabajo con todas sus obras pero por falta de tiempo solo se dedicó a sus 93 libros.
Según Adolf von Harnack el libro es una novedad de género literario:

¿Acaso las Retractationes no representan también algo nuevo en la historia de la literatura? Y si Agustín, que es quizás el más grande escritor de la antigüedad, tras y junto a Platón, publicó esta obra en su desnudez y simplicidad, no esconde aquello también un problema o más bien un suceso autobiográfico digno de reflexión?

La obra se constituye también como una clave de lectura para las otras muchos escritos de san Agustín a la luz de su pensamiento ya maduro. Está compuesta por un prólogo y un análisis en dos partes de sus libros. Los primeros 26 con obras anteriores a su ordenación episcopal y otros 67 que escribió siendo ya obispo. Ofrece información sobre la elección del título de cada obra, sus destinatarios o a quienes dedicó el libro, fechas o elementos de composición y añade las correcciones (reprehensiones) que hace a su obra o también los elementos que considera necesario precisar (defensiones). 
Hay discusión entre los estudiosos de patrología sobre si Agustín habría cambiado sobre la marcha la intención de su obra y por tanto, modificado el prólogo con esta nueva formulación. 
Es interesante notar que a los libros que más fama obtuvieron posteriormente, como Confesiones y De Civitate Dei, san Agustín les dedica muy poco espacio.